# 26806 Kushiike
26806 Kushiike è un asteroide della fascia principale. Scoperto nel 1982, presenta un'orbita caratterizzata da un semiasse maggiore pari a 3,1358560 au e da un'eccentricità di 0,1467092, inclinata di 15,76510° rispetto all'eclittica.
L'asteroide è dedicato all'omonima località giapponese.